# Cranioleuca subcristata
El curutié copetón (Cranioleuca subcristata), también denominado güitío copetón (en Venezuela), chamicero copetón o rastrojero copetón (en Colombia), es una especie de ave paseriforme de la familia Furnariidae perteneciente al numeroso género Cranioleuca. Es nativa del norte de Sudamérica.

## Distribución y hábitat
Se distribuye por el norte de Venezuela y noreste de Colombia.
Esta especie es considerada común en sus hábitats naturales: el sub-dosel y los bordes de una variedad de ambientes forestales y selvas húmedas montanas, entre los 400 y 1600 m de altitud. Es menos numeroso en el oeste de Venezuela y en los Andes de Colombia.

## Sistemática

### Descripción original
La especie C. subcristata fue descrita por primera vez por el zoólogo británico Philip Lutley Sclater en 1874 bajo el nombre científico Synallaxis subcristata; la localidad tipo es: «cerca de Caracas, Venezuela».

### Etimología
El nombre genérico femenino «Cranioleuca» se compone de las palabras del griego «κρανιον kranion»: cráneo, cabeza, y «λευκος leukos»: blanco, en referencia a la corona blanca de la especie tipo: Cranioleuca albiceps; y el nombre de la especie «subcristata», se compone de las palabras del latín «sub»: ligero, de alguna forma, y  «cristatus»: crestado, significando «con una ligera cresta».

### Taxonomía
Los datos filogenéticos indican que la presente especie es pariente más próxima de Cranioleuca hellmayri y C. semicinerea, y que las tres forman un grupo hermanado con C. demissa. La subespecie fuscivertex fue descrita a partir de solamente dos especímenes y es pobremente conocida; son necesarios más estudios.

### Subespecies
Según las clasificaciones del Congreso Ornitológico Internacional (IOC) y Clements Checklist/eBird v.2019 se reconocen dos subespecies, con su correspondiente distribución geográfica:
- Cranioleuca subcristata subcristata (P.L. Sclater, 1874) – norte de Venezuela (cuenca de Maracaibo, Sierra de San Luis en Falcón, pendiente oriental desde Lara al sur hasta Barinas, montañas desde Yaracuy al este hasta Miranda, Cerro Platillón en la divisa entre Aragua y Guárico, y montañas del noreste de Anzoátegui, Sucre y norte de Monagas) y en el noreste de Colombia (pendiente oriental de los andes orientales en Norte de Santander hacia el sur hasta el sur de Boyacá, y tierras bajas adyacentes del los ríos Arauca y Casanare).
- Cranioleuca subcristata fuscivertex Phelps, Sr & Phelps, Jr, 1955 – pendiente oriental de los Andes en el oeste de Venezuela (sur de Táchira, oeste de Apure)